# 1742 na ciência

## Nascimentos
| Data          | Nome                        | Profissão                       | Nacionalidade                  | Observações | Ref |
| ------------- | --------------------------- | ------------------------------- | ------------------------------ | ----------- | --- |
| 1 de julho    | Georg Christoph Lichtenberg | filósofo, escritor e matemático | Sacro Império Romano-Germânico | m. 1799     |     |
| 6 de dezembro | Nicolas Leblanc             | químico e cirurgião             | Reino da França                | m. 1806     |     |

## Mortes
| Data           | Nome             | Profissão                        | Nacionalidade | Observações                 | Ref   |
| -------------- | ---------------- | -------------------------------- | ------------- | --------------------------- | ----- |
| 14 de janeiro  | Edmond Halley    | astrónomo e matemático           | Inglaterra    | n. 1656                     |       |
| 21 de maio     | Lars Roberg      | médico e anatomista              | Império Sueco | n. 1664                     |       |
| 15 de setembro | Alexander Stuart | cientista natural e fisiologista | Escócia       | n. 1673 Medalha Copley 1740 | [ 1 ] |

## Prémios
- Medalha Copley - Christopher Middleton[1]